# Рейнский национализм

Зелёно-бело-красный триколор использовался двумя историческими рейнскими республиками: наполеоновской Цизрейнской Республикой 1797 года и межвоенной Рейнской республикой 1923—1924 годов. Сейчас это флаг Северного Рейна-Вестфалии.

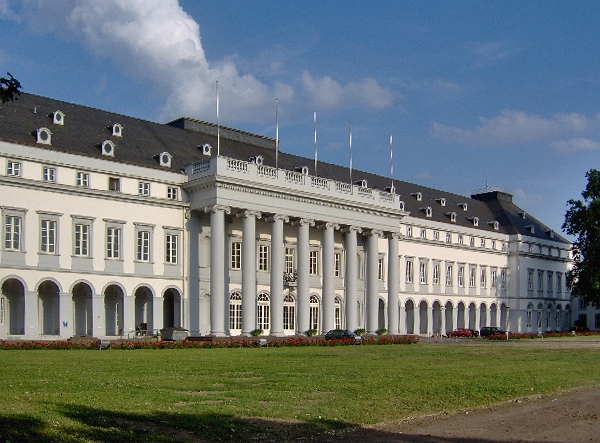
Дворец выборщиков в Кобленце.

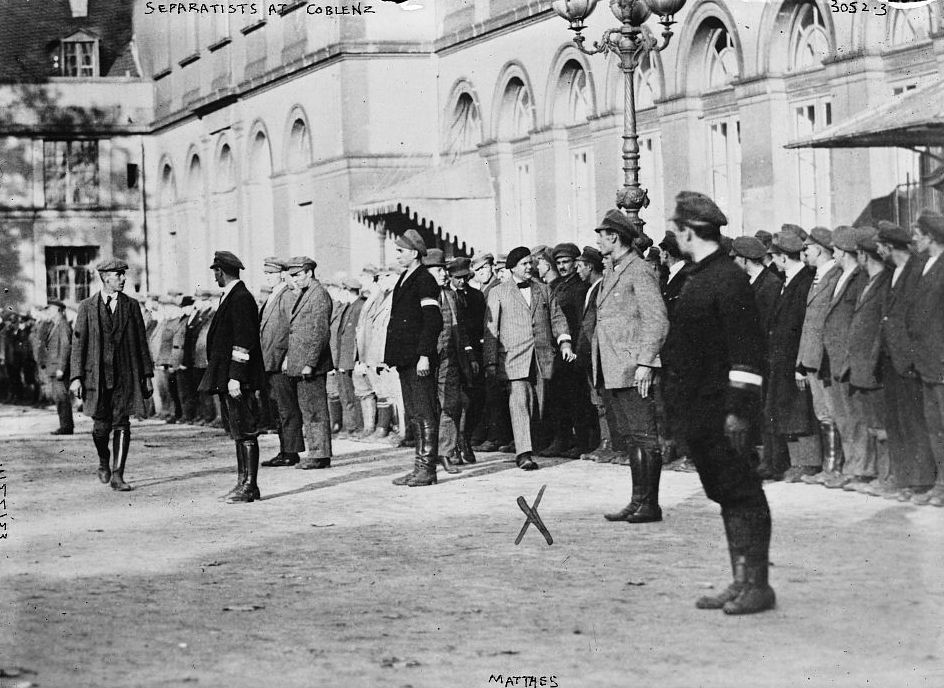
Йозеф Фридрих Маттес, президент рейнской республики (1923—1924) во Дворце выборщиков в Кобленце, 22 ноября 1923 года.

Рейнский национализм — точка зрения, согласно которой Рейнская область является нацией; поддерживается культурное единство Рейнской области.

## История
Рейнский национализм возник прежде всего после победы Пруссии в Рейнской области в наполеоновских войнах и во время революций 1848 года. В 1848—1849 гг. рейнские сепаратисты боролись против прусской армии, но революция в Рейнской области была подавлена прусскими войсками. Рейнский сепаратизм появился к концу XIX века как антипрусское массовое движение, которое призывало к отделению Рейнской области (которая стала провинцией Рейна в Пруссии) от Пруссии, возглавляемой протестантами.

Пределы прусской провинции Рейн (зелёным цветом) по сравнению с нынешними национальными и государственными границами.

После окончания Первой мировой войны и краха возглавлявшей Пруссию династии Гогенцоллернов в Германии в 1918 году рейнский национализм и сепаратизм обрели второе дыхание. Центристская партия Германии предложила компромисс, в соответствии с которым Германия будет воссоздана как «федерация Германии», которая будет включать в себя «рейнско-вестфальскую республику», что приведёт к контролю Пруссии над территорией. В 1919 году рейнские сепаратисты, поддержанные Францией, объявили рейнскую республику; однако в этом году эта республика вскоре перешла к силам центрального германского правительства. В 1923 году, снова с поддержкой Франции, рейнские сепаратисты начали успешное восстание и создали новую Рейнскую республику и провозгласили независимость Рейнской области от Германии. Будущий канцлер ФРГ Конрад Аденауэр был рейнским националистом и сепаратистом в период 1923—1924 годов в Рейнской области. Гражданские беспорядки и противодействие созданию нового государства Соединёнными Штатами и Великобританией привели к его краху в 1924 году. Рейнские националисты подвергались преследованиям в нацистской Германии. Рейнские сепаратисты снова получили поддержку от Франции в 1945 году, но не добились независимости.
В послевоенной реорганизации немецких земель Рейнская провинция была разделена между новыми землями Северный Рейн-Вестфалия, Рейнланд-Пфальц и Саар, а эксклавный район Вецлар стал частью Гессена. Районы Эйпен и Мальмеди были включены в состав Бельгии в 1925 году.
В 1990-х годах возродился автономизм Рейна, призывающий к большей автономии Рейнской области в ответ на объединение Западной и Восточной Германии. Возникла озабоченность по поводу проблем, связанных с тем, что менее процветающая южная Рейнская область игнорируется правительством Германии, в то время как внимание сосредоточено на экономическом возрождении недавно присоединённой Восточной Германии.